# Reacție Wurtz
Reacția Wurtz, denumită după Charles Adolphe Wurtz, este un tip de reacție din chimia organică, în care două halogenuri alchilice sunt reacționate în prezența sodiului pentru a forma un alcan:
2RX + 2Na → R-R + 2Na+X-
,unde R este un radical liber și X este halogenul.

## Exemple și condiții
Din cauza unor limitări, această reacție este foarte rar folosită, și pentru faptul că alcanii pot fi obținuți dintr-o varietate de surse naturale, cum ar fi țițeiul, sau prin transformarea acizilor grași. Totuși, ea poate fi de asemenea și folositoare: biciclobutanul a fost preparat printr-o reacție Wurtz, folosindu-se 1-bromo-3-clorociclobutan și sodiu, cu un randament de 95%: